# Kolesnikov-Tsibine KC-20
Le Kolesnikov-Tsibine KC-20, ou KTs-20 (en russe : КЦ-20) était un planeur militaire soviétique léger de transport de troupes de la Seconde Guerre mondiale.

## Conception et développement
Peu après l'attaque allemande de 1941, les quartiers généraux soviétiques réalisèrent le besoin de planeurs de transport et ordonnèrent le développement de plusieurs concepts. Le résultat fut alors l'apparition des planeurs A-7, G-11 et KC-20. Ce dernier, le plus gros des trois fut conçu par Dimitri Kolesnikov et Pavel Tsibine (ru), bien qu'il fût toujours qualifié de planeur léger.
Deux prototypes furent construits dans la banlieue de Bykovo, en octobre 1941, portant les désignations CC-1 et CC-2. L'appareil fut ensuite mis en production, sous la désignation de KC-20 (ou KTs-20), en rapport avec les initiales de leurs concepteurs et le nombre de soldats embarqués. 68 exemplaires furent produits, entre 1942 et 1943, dans une usine de production de bois du village de Lopatino, près de Kazan, sur la Volga.
Le KC-20 était le plus gros mais le moins représenté des planeurs de transport soviétiques, ayant un faible nombre d'exemplaires produits. Il pouvait transporter 20 soldats ou jusqu'à 2 200 kg de fret. Il était plutôt réussi, son seul gros défaut étant l'absence d'une grande porte de chargement. Les canons ne pouvaient alors être transportés que s'ils avaient été au préalable désassemblés. Il fut prévu initialement d'équiper le planeur avec une mitrailleuse en tourelle arrière, d'où la présence d'une double dérive, mais cette idée fut ensuite abandonnée.

## Carrière opérationnelle
Comme les Antonov A-7 et Gribovski G-11, les KC-20 furent essentiellement utilisés pour ravitailler les Partisans soviétiques avec des provisions, de la nourriture, des armes, de l'équipement et des hommes entraînés, sur des vols effectués de nuit.
L'utilisation la plus intensive eut lieu entre les mois d'avril et novembre 1943 en Biélorussie, dans la zone Polotsk–Begoml–Lepiel. Après l'atterrissage, les planeurs étaient détruits et les pilotes étaient parfois remmenés par avion. Ils furent également utilisés pour transporter des équipes de sabotages derrière les lignes ennemies. Les KC-20 étaient essentiellement remorqués par des bombardiers DB-3.
Une action assez atypique fut l'établissement d'un pont aérien entre Moscou et la zone de Stalingrad en novembre 1942, afin de livrer en urgence du liquide de refroidissement antigel pour les chars, pendant la Bataille de Stalingrad. Cette opération fut connue sous le nom d'Opération Antigel (en russe : « Операция Антифриз »),.

## Description technique
Le KC-20 était un planeur à aile haute et double dérive. Il avait un fuselage semi-monocoque fin de section rectangulaire, contenant un compartiment de transport, et avec une cabine pour le pilote à l'avant. Il y avait des doubles portes de chaque côté et plusieurs petites fenêtres rectangulaires. Le train d'atterrissage était rétractable manuellement. Afin de réduire la distance d'atterrissage, le planeur pouvait se poser sur un ski installé sous le fuselage.

## Utilisateur
- Union soviétique :
  - Forces aériennes soviétiques.

## Caractéristiques
Données de (ru) КЦ-20, Уголок неба.
Caractéristiques générales
- Équipage : 1 pilote
- Capacité : 20 soldats
- Charge utile : 2 200 kg
- Longueur : 14,12 m
- Envergure : 23,80 m
- Hauteur : 2,84 m
- Surface alaire : 55,20 m2
- Masse à vide : 2 050 kg
- Finesse maximale : 16

 Performances 